# Anastassija Michailowna Semjonowa-Tjan-Schanskaja

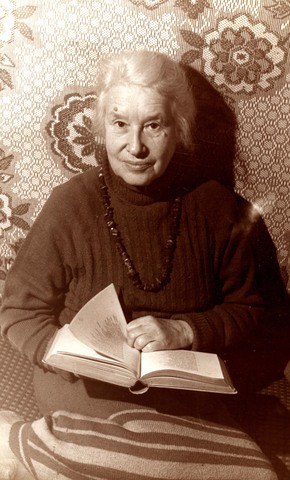
Anastassija Michailowna Semjonowa-Tjan-Schanskaja

Anastassija Michailowna Semjonowa-Tjan-Schanskaja (russisch Анастасия Михайловна Семёнова-Тян-Шанская) (* 31. Januarjul. / 13. Februar 1913greg. in St. Petersburg; † 4. Januar 1992 ebenda) war eine sowjetische Geobotanikerin. Sie hat kein botanisches Autorenkürzel.

## Leben
Semjonowa-Tjan-Schanskajas Urgroßvater Pjotr Petrowitsch Semjonow war ein Geograph und Botaniker, der aufgrund seiner Erforschung des Tian Shan mit seiner Familie 1906 den Namenszusatz Tjan-Schanski erhielt. Ihr Großvater Dmitri Petrowitsch Semjonow-Tjan-Schanski war Statistiker, während ihr Vater Michail Dmitrijewitsch Semjonow-Tjan-Schanski Geograph und Schriftsteller war.
Semjonowa-Tjan-Schanskaja wurde 1924 in Leningrad in die höhere Schule eingeschult und erreichte 1931 ihren Abschluss. Sie bewarb sich an der Biologisch-Bodenkundlichen Fakultät der Universität Leningrad (LGU), wurde aber wegen ihrer nichtproletarischen Herkunft nicht angenommen. Dank der Bemühungen ihres Vaters erhielt sie eine Anstellung als Präparatorin in der Geobotanik-Abteilung des Leningrader Komarow-Instituts für Botanik der Akademie der Wissenschaften der UdSSR und wurde Studentin der Fernstudienabteilung der Biologischen Fakultät der LGU. Sie arbeitete in Expeditionen in den Chibinen und in Ossetien. 1936 schloss sie nach Verteidigung ihrer Diplomarbeit über Wiesen und Weiden im Tal der Swijaga das Studium mit Auszeichnung ab.
1939 begann Semjonowa-Tjan-Schanskaja die Aspirantur an der LGU, ohne ihre Arbeit im Komarow-Institut für Botanik zu unterbrechen. Nach Beginn des Deutsch-Sowjetischen Kriegs mit der Leningrader Blockade verteidigte sie nach Beendigung der Aspirantur am 26. Dezember 1941 im Komarow-Institut für Botanik mit Erfolg ihre Kandidat-Dissertation über die Dynamik der Vegetation im Zusammenhang mit Bodenerosionsprozessen am Beispiel des Wolgahochlands. Im Februar 1942 wurde sie mit den Mitarbeitern der Geobotanik-Abteilung des Instituts nach Kasan evakuiert. Bald wurde sie nach Moskau in das Institut für Geographie geschickt, um in der Brigade für die Erstellung von Spezialkarten für die militärische Befahrbarkeit in der Ukraine, Osteuropa und Fernost zu arbeiten.
1945 kehrte Semjonowa-Tjan-Schanskaja nach Leningrad zurück und arbeitete weiter im Komarow-Institut für Botanik an der Erstellung von geobotanischen und landschaftsgeographischen Karten. Sie führte Feldarbeiten in der Oblast Leningrad, in der Oblast Belgorod und im Zentralen Schwarzerde-Naturreservat durch. 1967 verteidigte sie mit Erfolg ihre Doktor-Dissertation über die Dynamik der Steppenvegetation für die Promotion zur Doktorin der biologischen Wissenschaften.
In den 1970er Jahren wurde der Naturschutz ihr Arbeitsschwerpunkt. Sie entwickelte die Pläne für Naturschutzgebiete und -Parks in der Oblast Leningrad mit eingehenden Begründungen.
1982 ging Semjonowa-Tjan-Schanskaja in Pension und arbeitete weiter als wissenschaftliche Sekretärin in der Umweltschutzkommission der Russischen Botanischen Gesellschaft (1915 gegründet).
Semjonowa-Tjan-Schanskaja wurde in St. Petersburg auf dem Smolensker Lutherischen Friedhof begraben.